# Ballaghmore

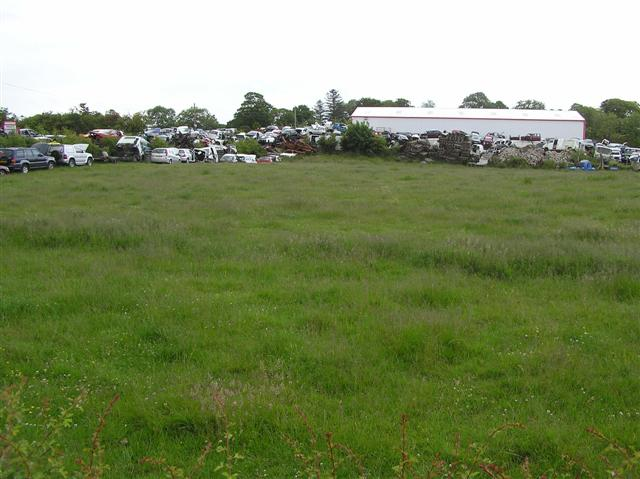
Ballaghmore

Ballaghmore (iriska: an Bealach Mór) är ett litet samhälle på den västra sidan av grevskapet Laois, sydväst om Portlaoise på Irland.
Ballaghmores huvudindustri är jordbruk.